# Cecilia Grierson

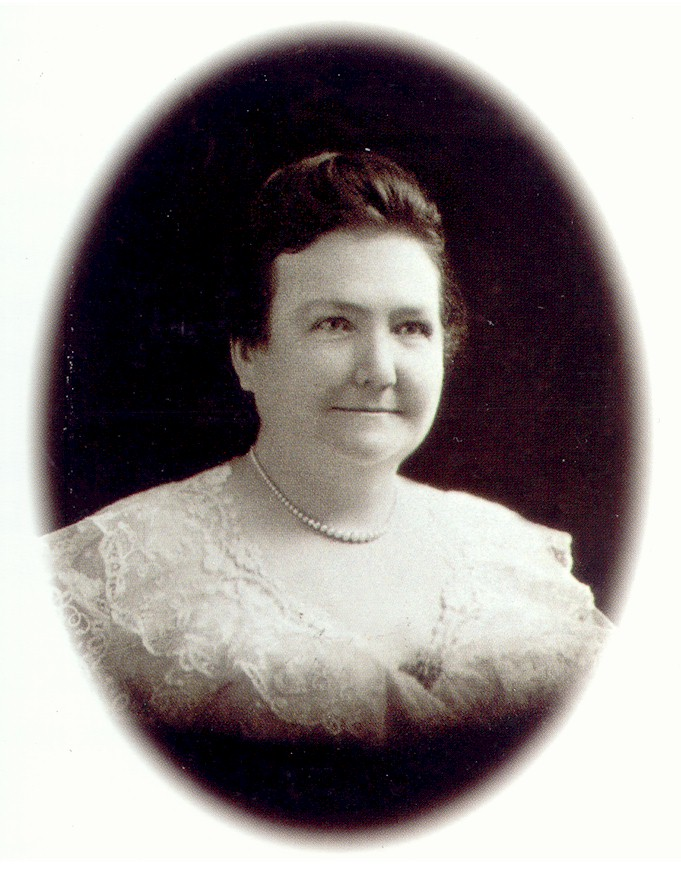
Cecilia Grierson (ca. 1910)

Cecilia Grierson (* 22. November 1859 in Buenos Aires; † 10. April 1934) war eine argentinische Ärztin, Lehrerin und Philanthropin. Sie war die erste Frau, die in Argentinien einen Doktortitel in Medizin erhielt und setzte sich als prominente Freidenkerin für die Frauenrechte im Allgemeinen ein.

## Kindheit und Jugend
Cecilia Grierson wurde 1859 in Buenos Aires als Tochter von Jane Duffy, einer irisch-katholischen Frau, und John Parish Robertson Grierson, einem schottisch-argentinischen Protestanten, geboren. Ihr Großvater väterlicherseits, William Grierson, stammte aus Mouswald in Dumfriesshire und gehörte zu den 220 schottischen Kolonisten, die im August 1825 von Leith aus nach Buenos Aires kamen, um sich in Monte Grande niederzulassen.
Grierson verbrachte ihre frühe Kindheit auf der Farm ihrer Familie in der Provinz Entre Ríos, wo ihre Familie als wohlhabende Landwirte lebte. Im Alter von sechs Jahren wurde sie zum Schulbesuch an englische und französische Schulen nach Buenos Aires geschickt, musste jedoch nach dem frühen Tod ihres Vaters zurückkehren. Sie unterstützte ihre Mutter bei der Leitung einer Landschule und unterrichtete dort schließlich selbst. Mit fünfzehn Jahren kehrte Grierson nach Buenos Aires zurück und schrieb sich an der Höheren Mädchenschule Nr. 1 (Nº 1 Girls Normal School) ein, an der sie 1878 ihren Abschluss als Lehrerin erlangte. Domingo Faustino Sarmiento berief sie anschließend als Lehrerin an eine nahegelegene Jungenschule. Nach dem Verlust einer engen Freundin entschloss sich Grierson, ein Medizinstudium aufzunehmen.

## Medizinische Laufbahn
Grierson stieß 1883 bei der Einschreibung in das Medizinstudium an der Fakultät für Medizinische Wissenschaften der Universidad de Buenos Aires (UBA) auf erheblichen Widerstand. Dazu gehörte unter anderem die angebliche Voraussetzung von Lateinkenntnissen, obwohl Latein nur an bestimmten Jungenschulen unterrichtet wurde, und sie wurde aufgefordert, ihre Motivation für ein Medizinstudium schriftlich zu begründen. Frauen war der Zugang zur Medizinischen Fakultät an den damals bestehenden vier Universitäten des Landes generell verwehrt; insgesamt war es im 19. Jahrhundert in Argentinien selten, dass Frauen eine formale Sekundarschulbildung absolvierten. Grierson jedoch war eine außergewöhnliche Studentin: Sie arbeitete freiwillig und unentgeltlich als Assistentin im Universitätslabor und begann 1885 ihr Praktikum im Rahmen des öffentlichen Gesundheitswesens. Während ihrer Tätigkeit organisierte sie einen Ambulanzdienst und führte dabei erstmals Alarmglocken (Vorläufer moderner Sirenen) ein, die bis dahin ausschließlich von der Feuerwehr genutzt worden waren. Ihr Engagement während einer Choleraepidemie im Jahr 1886 brachte ihr breite Anerkennung für ihre effiziente Arbeit in der Isolierstation (im heutigen Hospital Muñiz in Buenos Aires) ein.
Grierson war auch eine Pionierin der Kinesiologie. Sie führte an der Medizinischen Fakultät einen Kurs in Massagetherapie ein und veröffentlichte später ihr Lehrbuch Practical Massage, das eine wichtige Rolle bei der Entwicklung der modernen Kinesiologie in Argentinien spielte. 1888 trat sie dem Ärzteteam des renommierten Hospital Rivadavia bei und schloss 1889 ihr Studium erfolgreich ab. Ihre Dissertation befasste sich mit Eierstockoperationen am Frauenhospital. Grierson wurde damit die erste Frau in Argentinien, die einen medizinischen Abschluss erlangte.
Nach ihrem Abschluss trat sie dem Ärzteteam des Hospital San Roque (heute Hospital Ramos Mejía) bei. Außerdem unterrichtete sie Anatomie an der Academia de Bellas Artes und bot kostenlose psychologische sowie lerntherapeutische Beratung für Kinder mit besonderen Bedürfnissen an, insbesondere für blinde und gehörlose Kinder. In dieser Zeit veröffentlichte sie auch zahlreiche Lehrbücher.
Grierson gründete 1890 die erste Krankenpflegeschule Argentiniens, die Escuela de Enfermería des Hospital Británico de Buenos Aires. Die Schüler erhielten Unterricht in Kinderpflege, Erster Hilfe und Patientenbehandlung. Diese Initiative führte 1891 zur Gründung einer eigenständigen Krankenpflegeschule, die Grierson bis 1913 leitete. Ihr Erfolg machte sie auch zu einem Gründungsmitglied der Asociación Médica Argentina (1891). Angeregt durch Berichte der Dritten Internationalen Rotkreuzkonferenz über Erste-Hilfe-Ausbildung gründete sie 1892 die Sociedad Argentina de Primeros Auxilios und veröffentlichte ein Buch über die Versorgung von Unfallopfern.
Im Jahr 1892 nahm sie an dem ersten in Argentinien durchgeführten Kaiserschnitt teil. 1901 gründete sie die Sociedad Obstétrica Nacional sowie deren Zeitschrift Revista Obstétrica.
1899 nahm sie am International Congress of Women in London teil. 1912 wurde sie von der argentinischen Regierung als Delegierte zur Ersten Internationalen Eugenikkonferenz in London entsandt.
Sie war Mitglied der Kommission für Gehörlose und Stumme und Sekretärin des Kinderausschusses.  
Grierson verfasste zahlreiche Bücher und andere Publikationen zu Medizin, Bildung und verschiedenen Themen.

## Feministisches Engagement
Die Belästigungen, denen Grierson als Medizinstudentin und später ausgesetzt war, trugen dazu bei, dass sie zu einer engagierten Verfechterin der Frauenrechte in Argentinien wurde. Sie trat der neu gegründeten Sozialistischen Partei Argentiniens bei und gehörte damit zu einer relativ kleinen Gruppe von Akademikerinnen und Frauen aus der Oberschicht, die den Feminismus und die Frauenemanzipationsbewegung unterstützten.
1889 wurde Grierson zur Vizepräsidentin des zweiten Treffens des International Council of Women (ICW) in London ernannt. Dieses Engagement führte 1900 zur Gründung des Consejo Nacional de Mujeres (CNM, Nationaler Frauenrat Argentiniens), dessen Mitbegründerin sie war. Der CNM, vertreten durch Grierson und Elvira Rawson de Dellepiane, legte 1906 dem argentinischen Nationalkongress einen Gesetzentwurf zur Schaffung von Fonds für Sozialleistungen und Mutterschaftsurlaub für Arbeiterinnen vor. Der Entwurf wurde jedoch ebenso wenig angenommen wie ein weiterer, von Grierson verfasster Gesetzentwurf zur Bekämpfung des Frauenhandels. Später brach Grierson mit der konservativeren, katholisch geprägten Linie des CNM und gründete mit dreißig weiteren Akademikerinnen 1904 die Asociación de Mujeres Universitarias Argentinas (AMUA, Verband der argentinischen Universitätsfrauen), die erste Frauenvereinigung dieser Art im Land.

## Späte Jahre
1914 wurde Grierson anlässlich des silbernen Jubiläums ihres Studienabschlusses öffentlich geehrt, eine Hommage, die 1916 bei ihrem Rückzug aus dem akademischen Leben wiederholt wurde. Ihren Ruhestand verbrachte sie im malerischen Los Cocos in der Provinz Córdoba, wo sie weiterhin als Allgemeinärztin – meist pro bono – tätig war und unterrichtete. Sie gründete in dem ländlichen Ort eine Schule sowie ein Wohnhaus für Lehrkräfte und Künstler.
Bei ihrer Pensionierung wurden ihr offiziell nur wenige Dienstjahre angerechnet, und sie erhielt lediglich eine bescheidene Rente. Besonders beklagte sie jedoch, dass ihr nie die Professur an der Medizinischen Fakultät ihrer Alma Mater angeboten wurde, was sie auf Misogynie und ihre Stellung als unverheiratete Frau zurückführte.
Grierson starb 1934 im Alter von 74 Jahren in Buenos Aires.

## Mitgliedschaften
Sie unterstützte eine Vereinigung mit dem Namen „Asociación Argentina de Libre Pensamiento (AALP)“, in deren Zusammenhang sie unter anderem Rationalismus, Antiklerikalismus, einen wissenschaftlichen Lebensansatz und die volle Gleichstellung der Frauen befürwortete.

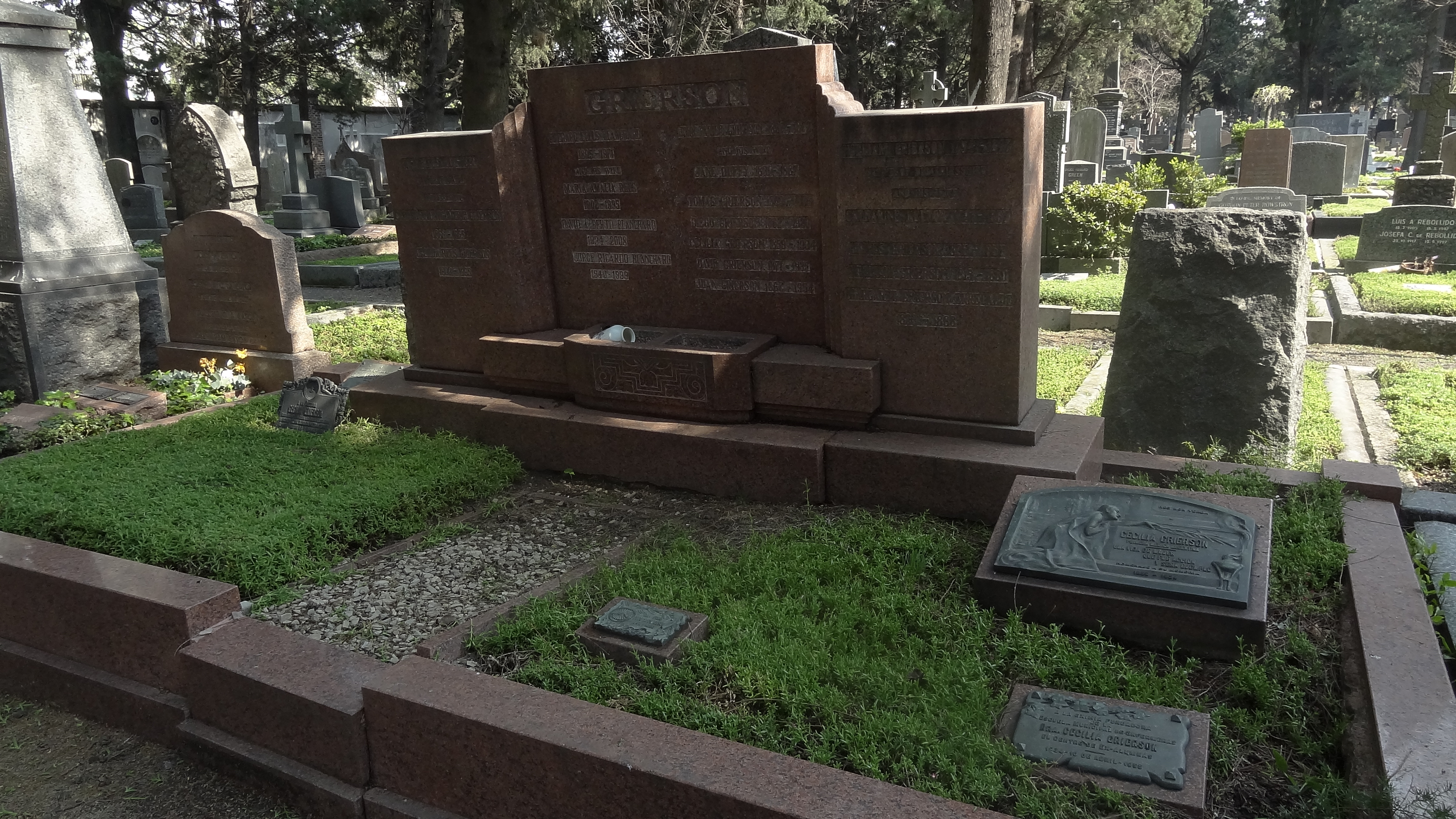
Grabstätte (2013)

## Ehrungen
zu Ehren von Cecilia Grierson wurden benannt:
- eine Stadtbahnhaltestelle in Premetro, Buenos Aires
- die Cecilia-Grierson-Straße in Puerto Madero
- ihre Grabstätte ist als Denkmal in Argentinien Nr. 268 geschützt